# أنظمة الحد من صدم المشاة
أنظمة الحد من صدم المشاة (بالإنجليزية: Pedestrian crash avoidance mitigation)‏ وتختصر إلى PCAM  والمعروفة أيضًا باسم أنظمة حماية المشاة هي أنظمة الكشف بالحاسوب وتقنية الذكاء الاصطناعي للتعرف على المشاة والدراجات في مسار السيارات لاتخاذ إجراءات من أجل السلامة.
غالبًا ما تكون أنظمة الحد من صدم المشاة جزءًا من نظام ما قبل الاصطدام المتوفر في العديد من الشركات المصنعة للسيارات الراقية، مثل فولفو ومرسيدس وليكسس  والسيارات العادية مثل فورد ونيسان ولكن لا يتم استخدامها على نطاق واسع.
حاليًا، بدءًا من عام 2018، باستخدام بيانات عام 2016، يتوفى أكثر من 6000 من المشاة و 800 راكب دراجة كل عام في الولايات المتحدة الأمريكية في حوادث السيارات. يمكن أن تقلل الأنظمة الفعالة المنتشرة على نطاق واسع ما يصل إلى 50٪ من هذه الأرواح.في حين يتوفى أكثر من 270,000 من المشاة كل عام في العالم. يتم توفير تحليل ممتاز لقدرات التكنولوجيا والقيود في وفاة إلين هيرزبرغ. عادة، سلامة المشاة يأخذ دورًا ثانويًا في سلامة الركاب.

## توافر
عادة، أنظمة «أنظمة الحد من صدم المشاة» هي جزء من التكنولوجيا في السيارات ذاتية القيادة مثل القائد الآلي لتيسلا، تستخدم كاميرا أمامية متكاملة والرادار أونظام الليدار المصمم للمساعدة في تخفيف أو تجنب التصادم الأمامي. ومع ذلك، لا تتطلب تقنيات «أنظمة الحد من صدم المشاة» تقنيات ذاتية القيادة، فقط كاميرات ورادار. في بعض الأحيان، يمكن تعزيزها بإضافة الكشف عن الإضاءة المنخفضة للمشاة والدراجات. توفر نيسان ليف بعض إمكانيات «أنظمة الحد من صدم المشاة» في المركبة التجارية، لكن معظم الشركات المصنعة لا تفعل ذلك.
لنموذج عام 2019، نموذجين لسوبارو، عربة اوتباك وسيدان ليغاسي المرتبطة، ستنضم إلى سيارات فورستر وأسينت للسيارات الرياضية متعددة الاستخدامات المعاد تصميمها لتضمين نظام تجنب الحوادث ايسايت كمعدات قياسية. كانت سوبارو واحدة من أوائل الجهات التي تبنت نظام «أنظمة الحد من صدم المشاة» (ايسايت) والذي هو في المرحلة الثالثة. تشمل الجهات الفاعلة الرئيسية العاملة في سوق «أنظمة الحد من صدم المشاة» العالمي اعتبارًا من عام 2016 أودي آي جي ، فولفو كار كوربوريشن، كونتيننتال إيه جي، روبرت بوش المحدودة، تويوتا موتور كوربوريشن، زد إف فريدريشهافن إيه جي، أوتوليف إنك، موبايلي نيفادا، سوبارو كوربوريشن، فاليو، هوندا موتور المحدودة، جنرال موتورز، فورد موتور كومباني، دايملر أي جي، شركة دينسو، شركة نيسان موتور، بي إم دبليواي جي، وماغنيتي ماريلي سبا.
من المتوقع أن يصل سوق «أنظمة الحد من صدم المشاة» في أمريكا الشمالية إلى 1,997.3 مليون دولار أمريكي بحلول عام 2025. في عام 2016، أعلنت الإدارة الوطنية للسلامة المرورية على الطرق السريعة التابعة لوزارة النقل الأمريكية رسميًا أن شركات صناعة السيارات في الولايات المتحدة يجب أن تجعل من نظام فرامل الطوارئ المستقلة ميزة مرجعية ملزمة لجميع السيارات والشاحنات بحلول عام 2022 : هذا هو العنصر الرئيسي في «أنظمة الحد من صدم المشاة». يتوفر شرح مفصل للمصنعين الذين يقدمون فرامل الطوارئ كجزء من نظام ما قبل الاصطدام وغالبًا ما يتم توفير «أنظمة الحد من صدم المشاة» فيه  .

## المهام
في ظل ظروف معينة، إذا حددت أنظمة «أنظمة الحد من صدم المشاة» أن احتمال الاصطدام الأمامي بمشاة أو دراجة هوائية كبير، فإنه يطلب من السائق اتخاذ إجراءات مراوغة وفرملة باستخدام تنبيه صوتي ومرئي. إذا لاحظ السائق الخطر واستعمل الفرامل، فقد يستخدم النظام نوعًا من المساعدة للفرامل لتوفير قوة فرملة إضافية. إذا لم يقم السائق بالكبح في الوقت المحدد، وحدد «أنظمة الحد من صدم المشاة» أن خطر التصادم مع أحد المشاة أو الدراجة مرتفع للغاية، فقد يقوم النظام تلقائيًا بتطبيق الفرامل، مما يقلل السرعة ويساعد في تخفيف تأثير الاصطدام أو إن أمكن تجنبه كليًا. عادةً ما يكون هذا هو الإعداد الذي يجب على السائق تشغيله في وقت مبكر إن لم يكن هو الإعداد الافتراضي.

## تقنية
من أجل التعرف على المشاة، يستخدم النظام الحسابي تقنية الذكاء الاصطناعي للتعرف على الأنماط التي تستخدم عادةً التعلم الآلي والشبكات العصبية التلافيفية العميقة القائمة على ملايين الصور. في وصف مبسط، تتم مقارنة الصور من كاميرا السيارة والرادار مع النماذج الأولية المخزنة في الكمبيوتر. في حالة إجراء مطابقة وتأكيدها، يتم استدعاء الأنظمة الأخرى في «أنظمة الحد من صدم المشاة». يمكن تحسين تقنيات «أنظمة الحد من صدم المشاة» بمعلومات إضافية من المركبات المتصلة. تم تقديم وصف شامل لعمليات الكشف عن المشاة في عام 2010  . لقد تحسنت تقنيات الذكاء الاصطناعي بشكل كبير منذ ذلك الحين، كما يتضح من أحد التحديثات في مايو 2016.

## أنظمة الحد من صدم المشاة كجزء من أنظمة مساعدة السائق المتقدمة
تقوم أنظمة الحد من صدم المشاة بتوسيع أنظمة سلامة المشاة التي تحققت من خلال «سلامة المشاة من خلال تصميم المركبات» مع أنظمة مساعدة السائق المتقدمة الآلية. حيث كان لدى فولفو أول نظام فرامل أوتوماتيكي يركز على السيارات الأخرى، ولكن شمل المشاة في عام 2009. نشر معهد التأمين للسلامة على الطرق السريعة (IIHS) نتائج اختباراتهم الخاصة بـ أنظمة مساعدة السائق المتقدمة قبل التصادم وحدد تحسنًا بنسبة 50٪ مع الكبح الآلي. لم يقدموا معلومات منفصلة لسلامة المشاة. يوفر HLDI ، وهو جزء من IIHS ، بعض التقييمات لمعظم أنظمة مساعدة السائق المتقدمة قبل التصادم الرئيسي. وجدوا أن سوبارو ايسايت 1 أن«أنظمة الحد من صدم المشاة» خفضت مطالبات التأمين بنسبة 31 ٪ والنسخة الثانية، بنسبة 40 ٪.

## روابط خارجية
- https://web.archive.org/web/20181005194927/http://telematicswire.net/bosch-develops-adas-system-to-prevent-car-pedestrian-collisions/
- https://web.archive.org/web/20181006000215/http://telematicswire.net/2019-lexus-ux-has-advanced-features/
- https://www.coherentmarketinsights.com/market-insight/automotive-pedestrian-protection-systems-pps-market-1380
- https://rosap.ntl.bts.gov/view/dot/12475
- https://www.subaru.com/engineering/eyesight.html